# Sphenoptera coelata
Sphenoptera coelata es una especie de escarabajo del género Sphenoptera, familia Buprestidae. Fue descrita científicamente por Théry en 1946.

## Distribución
Habita en la región afrotropical.